# Алисон Дуди
Алисон Дуди (енгл. Alison Doody; Даблин, 9. март 1966) ирска је позоришна, филмска и ТВ глумица и модел. 
Након што је дебитовала у играном филму као Бонд девојка Џени Флекс у филму Поглед на убиство (1985), наставила је да игра Елзу Шнајдер у Индијана Џоунс и последњи крсташки поход (1989). Остале улоге укључују Сиобан Донаван у Молитва за умируће (1987), Шарлот у филму Тафин (1988) са Пирс Броснаном и Ребеку Фланери у Прва лига II (1994). Такође је играла Пам у серији Бивер Фолс (2011–2012).